# Chattaroy
Chattaroy és una concentració de població designada pel cens dels Estats Units a l'estat de Virgínia de l'Oest. Segons el cens del 2000 tenia 1.136 habitants.

## Demografia
Segons el cens del 2000, Chattaroy tenia 1.136 habitants, 475 habitatges, i 342 famílies. La densitat de població era de 61,5 habitants per km².
Dels 475 habitatges en un 29,5% hi vivien nens de menys de 18 anys, en un 56% hi vivien parelles casades, en un 13,1% dones solteres, i en un 27,8% no eren unitats familiars. En el 26,3% dels habitatges hi vivien persones soles l'11,6% de les quals corresponia a persones de 65 anys o més que vivien soles. El nombre mitjà de persones vivint en cada habitatge era de 2,39 i el nombre mitjà de persones que vivien en cada família era de 2,88.
Per edats la població es repartia de la següent manera: un 21,5% tenia menys de 18 anys, un 9,9% entre 18 i 24, un 28% entre 25 i 44, un 26,7% de 45 a 60 i un 14% 65 anys o més.
L'edat mediana era de 39 anys. Per cada 100 dones de 18 o més anys hi havia 83,9 homes.
La renda mediana per habitatge era de 31.563 $ i la renda mediana per família de 37.692 $. Els homes tenien una renda mediana de 37.321 $ mentre que les dones 17.841 $. La renda per capita de la població era de 14.074 $. Entorn del 16,5% de les famílies i el 19,2% de la població estaven per davall del llindar de pobresa.

## Poblacions més properes
El següent diagrama mostra les poblacions més properes.